# Plagiolepis puncta
Plagiolepis puncta é uma espécie de formiga do gênero Plagiolepis, pertencente à subfamília Formicinae.